# Suaeda albescens
Suaeda albescens é uma espécie de planta com flor pertencente à família Chenopodiaceae. 
A autoridade científica da espécie é Lazaro Ibiza, tendo sido publicada em Fl. Barrill. Esp. 74 (1920) (Asoc. Esp. Progr. Ci., Congr. Sevilla, vi. Seccion4, Parte 3).

## Portugal
Trata-se de uma espécie presente no território português, nomeadamente em Portugal Continental.
Em termos de naturalidade é nativa da região atrás indicada.

## Protecção
Não se encontra protegida por legislação portuguesa ou da Comunidade Europeia.